# Anderssonskans Kalle
Anderssonskans Kalle is een Zweedse film uit 1950.

## Verhaal
Kalle is een jongen die opgroeit in Söder, Stockholm, met zeer praktische humor. Zijn moeder ziet hem als een zachtaardige jongen, maar een politieman en twee bejaarden oordelen daar anders over. Zij zien hem als de duivel zelf.

## Rolverdeling
| Acteur              | Personage      |
| ------------------- | -------------- |
| Peter Blitz         | Kalle          |
| Kai Gullmar         | Mvr. Andersson |
| Harriet Andersson   | Majken         |
| Mona Geijer-Falkner | Mvr. Boberg    |